# Vrhloga
Vrhloga je naselje v Občini Slovenska Bistrica.